# Konrad de la Fuente
Konrad de la Fuente (Miami, Florida, 2001. július 16. –) haiti származású, amerikai labdarúgó, a Lausanne-Sport  és az amerikai válogatott játékosa.

## Pályafutása

### Korai évei
Amerikai Egyesült Államokban született haiti szülőktől, 10 éves korában Spanyolországba költözött, amikor apja munkát vállalt a haiti barcelonai konzulátuson. Felfedezték és felajánlották neki az esélyt, hogy az FC Barcelona csapatában játszhasson, miközben a helyi CF Damm csapatában játszott.
2013-ban csatlakozott a Barca U13B csapatához, majd felfelé ívelve a csapat mind a 11 korosztályát végigjárta, ezeken 4 bajnoki címet szerzett.

### Klubcsapatban

#### FC Barcelona B
2018. október 13-án nevezték először a csapatban, az Ontinyent CF ellen. Kevesebb mint két hónappal később, a Valencia B együttese ellen mutatkozott be. A 78. percben Ballou Tabla-t váltotta, a 90+ 3. percben összehozott az ellenfélnek egy büntetőt, amiért kapott egy sárgalapot. A mérkőzés 2–2-s döntetlenre végződött. 2020. február 2-án szerezte meg első gólját, ami később győzelmet ért, az AE Prat elleni 1–2-s idegenbeli találkozón.
Június 28-án a klub meghosszabitotta aznap lejáró szerződését, 2022-ig. 50 millió euró, ha csatlakozik a felnőtt csapathoz, akkor 100 millió euró lesz a kivásárlási záradéka.

#### FC Barcelona
2020. szeptember 12-én történelmet írt, mivel a klub első amerikai játékosaként debütált a csapatban, a Gimnàstic elleni 3–1-s hazai barátságos találkozón.
Az első tétmérkőzése november 24-én, egy Bajnokok Ligája, FK Dinamo Kijiv elleni 0–4-s idegenbeli találkozó volt. A mérkőzés utolsó 7 perceiben kapott játéklehetőséget, Francisco Trincãot váltva.
2021. január 21-én debütált a spanyol kupasorozatban, a UE Cornellà elleni 0–2-s idegenbeli mérkőzésen. Április 17-én spanyol kupagyőztes lett.

#### Olympique de Marseille
Június 29-én a marseillei együttes kivásárolta játékjogát, 3 millió eurós összegért.

#### Olimbiakósz
2022. augusztus 13-án kölcsönben csatlakozott a görög Olimbiakósz csapatához.

#### Eibar
2023. augusztus 9-én egyéves kölcsönszerződést kötött az Eibar csapatával.

#### Lausanne-Sport
2024. július 24-én három szezonra írt alá a svájci Lausanne-Sport csapatához.

### A válogatottban

#### Egyesült Államok
2020. november 3-án először kapott meghívott a felnőtt válogatottba, a walesi és a panamai barátságos mérkőzésekre. November 12-én kezdőként debütált a Wales elleni idegenbeli 0–0-s találkozón.

## Statisztika
2022. május 31-i állapot szerint.
| Klub             | Szezon           | Bajnokság          | Bajnokság | Bajnokság | Kupa  | Kupa  | Nemzetközi | Nemzetközi | Egyéb | Egyéb | Összes | Összes |
| Klub             | Szezon           | Liga               | Mérk.     | Gólok     | Mérk. | Gólok | Mérk.      | Gólok      | Mérk. | Gólok | Mérk.  | Gólok  |
| ---------------- | ---------------- | ------------------ | --------- | --------- | ----- | ----- | ---------- | ---------- | ----- | ----- | ------ | ------ |
| Barcelona B      | 2018–19          | Segunda División B | 1         | 0         | –     | –     | –          | –          | –     | –     | 1      | 0      |
| Barcelona B      | 2019–20          | Segunda División B | 3         | 1         | –     | –     | –          | –          | 3     | 2     | 6      | 3      |
| Barcelona B      | 2020–21          | Segunda División B | 15        | 2         | –     | –     | –          | –          | 4     | 3     | 19     | 5      |
| Barcelona B      | Összesen         | Összesen           | 19        | 3         | –     | –     | –          | –          | 7     | 5     | 26     | 8      |
| Barcelona        | 2020–21          | La Liga            | 0         | 0         | 1     | 0     | 2          | 0          | 0     | 0     | 3      | 0      |
| Barcelona        | Összesen         | Összesen           | 0         | 0         | 1     | 0     | 2          | 0          | 0     | 0     | 3      | 0      |
| Marseille        | 2021/22          | Ligue 1            | 16        | 0         | 1     | 0     | 5          | 0          | —     | —     | 22     | 0      |
| Marseille        | Összesen         | Összesen           | 16        | 0         | 1     | 0     | 5          | 0          | 0     | 0     | 22     | 0      |
| Karrier összesen | Karrier összesen | Karrier összesen   | 35        | 3         | 2     | 0     | 7          | 0          | 7     | 5     | 51     | 8      |

1. ↑  Háromszor lépett pályára a Segunda División B play-offs-ban
2. ↑  Mérkőzése(i) a Bajnokok ligájában
3. ↑  Európa Liga: négy mérkőzés. 
 UEFA Konferencia Liga: egy mérkőzés.

### A válogatottban
2022. június 01-i állapot szerint.
| Egyesült Államok | Egyesült Államok | Egyesült Államok |
| Év               | Mérk.            | Gólok            |
| ---------------- | ---------------- | ---------------- |
| 2020             | 1                | 0                |
| 2021             | 2                | 0                |
| Összesen         | 3                | 0                |

## Sikerei, díjai

### Klub

#### Barcelona
Spanyol kupa: 2020–21